# Jurriaan Andriessen (artiste)
Ne pas confondre avec le compositeur néerlandais Jurriaan Andriessen (1925-1996).
Jurriaan Andriessen, né le 12 juillet 1742 à Amsterdam et mort le 31 juillet 1819 dans la même ville, est un peintre décorateur et graphiste néerlandais.

## Biographie
Son père est originaire du Brandebourg et sa mère du Holstein. Il commence ses études d'art à l'âge de douze ans avec le peintre décorateur Anthony Elliger. Quatre ans plus tard, il travaille avec Jan Maurits Quinkhard. En 1760, il fréquente l'école technique d'Amsterdam et obtient le premier prix pour son travail de fin d'études en 1766. Cette même année, il est accepté comme membre de la guilde de Saint-Luc et reçoit une importante commande de décorations murales pour la Huis te Manpad (nl) à Heemstede.
Il travaille avec Johannes van Dreght et Reinier Vinkeles. En 1770, il se marie. Le couple s'installe à Amsterdam, où lui et Izaäk Schmidt (nl) ouvrent un atelier de fabrication de papier peint . Son frère Anthonie, qui est peintre de carrosses, s'implique également dans l'entreprise. Les paysages idylliques et mythologiques sont ses produits les plus populaires. Vers la fin du dix-huitième siècle, l'intérêt pour les papiers peints diminue et il s'associe à Hermanus Numan pour peindre des décors de théâtre, notamment pour le théâtre de Van Campen.
En outre, il est un enseignant remarquable, dont les élèves comprennent Jan Bulthuis, Jacques Kuyper, Gerrit Jan Michaëlis, Jacobus Schoemaker Doyer, Wouter Johannes van Troostwijk et Johann Georg Ziesenis[réf. nécessaire] ainsi que son propre fils, Christiaan (nl).
En 1799, il est victime d'un accident vasculaire cérébral qui le laisse partiellement paralysé. Sa production dépasse les 200 motifs de papiers peints, dont beaucoup font partie de la collection du Rijksmuseum. Très peu d'entre eux sont encore visibles à leur emplacement d'origine. Le musée possède également son journal intime, tenu méticuleusement pendant vingt ans.

## Sélection d'œuvres

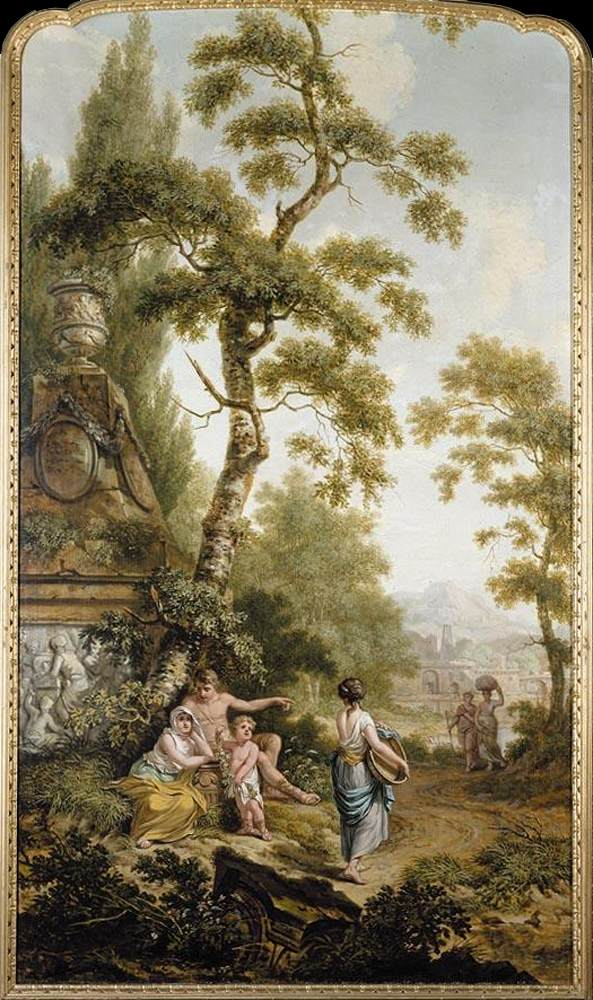
Paysage arcadien.
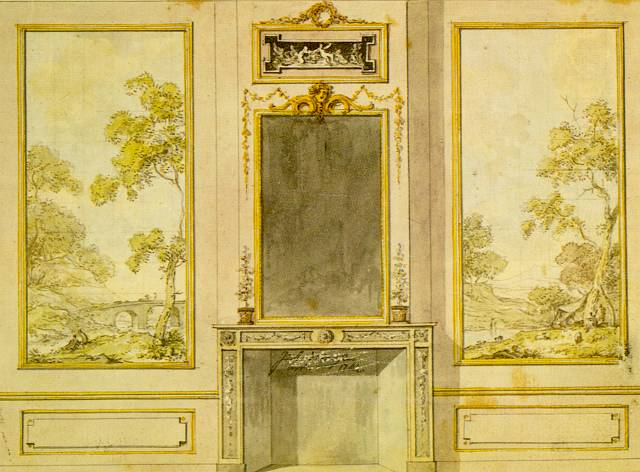
Esquisse préliminaire pour une peinture de papier peint.
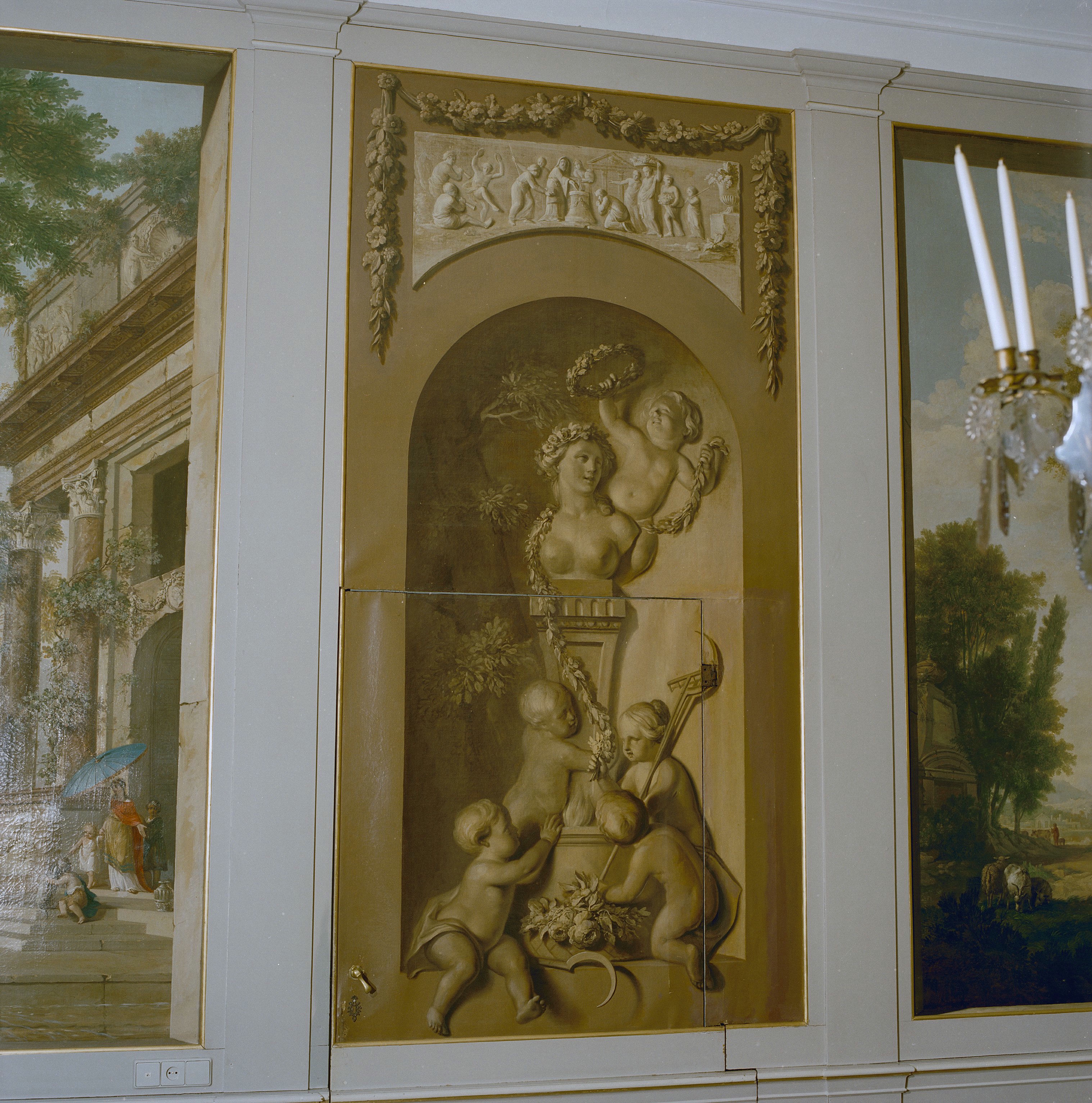
Peinture murale à Huis te Manpad (nl).
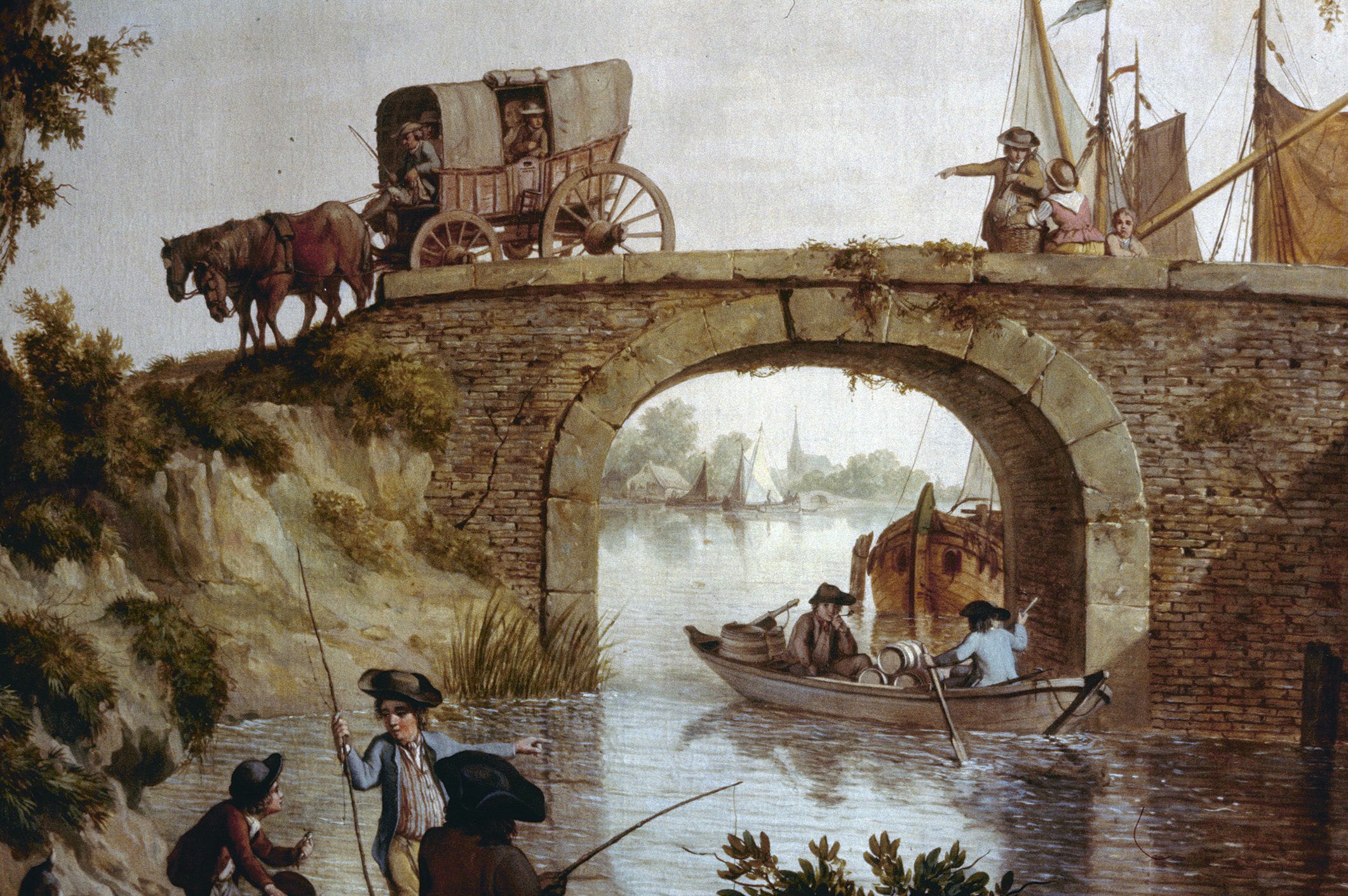
Détail du papier peint à Herengracht 572, Amsterdam.